# B’s LOG

«B’s LOG» (стилизованный под B’s-LOG) — японский игровой журнал, издаваемый «Kadokawa Game Linkage», через Enterbrain, как в печатном, так и в цифровом формате и предназначенный для женского рынка. Игры, описанные в этой публикации, обычно относятся к жанрам отомэ и BL.
По данным материнской компании Kadokawa, тираж составляет 90 000 экземпляров; его читательская база на 99 % состоит из женщин, средний возраст которых составляет более 22 года. 20 июля 2020 года был опубликован выпуск обновления, в котором основное внимание уделяется идолам, появляющимся в играх.

## Комикс B’S LOG
B’s LOG COMIC — дополнительный журнал манги, который издаётся с декабря 2005 года, когда он был запущен как ежемесячный журнал Comic B’s LOG, а затем был изменён на формат, выходящий раз в два месяца, как Comic B’s-Log Kyun! в 2009 году, а затем в 2013 году вернулся к ежемесячному формату с текущим названием до весны 2018 года. По состоянию на 2021 год он все ещё остаётся активным в цифровом формате.
Некоторые из его названий были основаны на играх отомэ и BL, включая Dramatical Murder, Hiiro no Kakera, Hakuoki, Starry Sky, Togainu no Chi, Uta no Prince-sama и VitaminZ, а также другие игры, включая Valkyria Chronicles; другие названия из этой публикации включают Black Gate и Shōnen Maid.
Журнал сотрудничал с сетью конбини Lawson в создании «Konbini Kareshi».

## B’s LOG Bunko и Bunko Alice
B’s LOG Bunko — подразделение, выпускающее лёгкие романы в мягкой обложке.
Одним из названий, опубликованных этим издательством, является «Джюния» Ририки Йошимуры — «Мигавари Кошо до Фукигенны Кошаку», адаптация " Двенадцатой ночи " Шекспира, 15 апреля 2015 года был запущен дополнительный импринт B’s LOG Bunko Alice.

## Сотрудничество
В 2014 году журнал выпустил серию голосовых карточек в сотрудничестве с сериалом Konami Tokimeki Memorial Girl’s Side, в которых четыре персонажа из разных названий сериала выступают в роли мужа.
В июле 2015 года компания B’s LOG провела конкурс дизайна одежды для персонажей грядущего на тот момент выпуска Kiniro no Corda 4.
27 апреля 2018 года тогдашняя материнская компания GzBrain открыла кафе GzCafe в Икебукуро, демонстрируя бренды B’s LOG и родственное издание Famitsu, а также проводя такие мероприятия, как переговоры с создателями.

## Игра для PlayStation Portable
B’s LOG Party для PlayStation Portable (выпущена 20 мая 2010 года) — это игра в стиле настольной игры с персонажами из Hakuoki, Hanayoi Romanesque, Hiiro no Kakera и Otometeki Koi Kakumei Love Revo!. Две песни из этой игры вошли в сборник Otomate Vocal Best Vol. 2.